# Garrison (Maryland)
Garrison è un census-designated place (CDP) degli Stati Uniti d'America, situato nello stato del Maryland, nella contea di Baltimora.